# رافي بارسوماين
رافي بارسوماين (بالإنجليزية: Raffi Barsoumian)‏ (و. القرن 20  م) هو ممثل، وممثل مسرحي، وممثل أفلام من الولايات المتحدة الأمريكية . ولد في بيروت .

## روابط خارجية
- رافي بارسوماين على موقع IMDb (الإنجليزية)
- رافي بارسوماين على موقع قاعدة بيانات الفيلم (الإنجليزية)